# Saint-Pierre-du-Mont (Landes)
Saint-Pierre-du-Mont település Franciaországban, Landes megyében. Lakosainak száma 9996 fő (2022. január 1.). Saint-Pierre-du-Mont Mont-de-Marsan, Benquet, Bretagne-de-Marsan, Campet-et-Lamolère, Haut-Mauco és Saint-Perdon községekkel határos.

## Népesség
A település népessége az elmúlt években az alábbi módon változott:
| Lakosok száma | 4305 | 6290 | 7075 | 8171 | 9337 | 9512 | 9561 | 9689 | 9726 | 9996 |
|               | 1968 | 1982 | 1990 | 2006 | 2013 | 2015 | 2017 | 2019 | 2020 | 2022 |